# Espírito Santo
För andra betydelser, se Espírito Santo (olika betydelser).
Espírito Santo är en delstat i sydöstra Brasilien. Folkmängden uppgår till cirka 3,9 miljoner invånare. Huvudstad är Vitória och största stad Vila Velha. Andra stora städer är Cachoeiro de Itapemirim, Cariacica och Serra. Delstatens namn betyder "heliga ande" efter begreppet inom kristendom. Delstaten har några av landets viktigaste hamnar tack vare sin långa kustlinje. Stränderna i delstaten är också viktiga turistattraktioner.